# Ixcán
Ixcán, Playa Grande Ixcán – miasto w środkowo-zachodniej Gwatemali, u podnóża gór Sierra Madre de Chiapas, nad rzeką Motagua. Leży w północnej części departamentu El Quiché, w odległości około 120 km (280 km drogą) na północ od stolicy departamentu Santa Cruz del Quiché i w odległości zaledwie 12 km od granicy z meksykańskim stanem Chiapas. Według danych szacunkowych w 2012 roku liczba ludności miasta wyniosła 16 039 mieszkańców.
Jest siedzibą władz gminy o tej samej nazwie, która w 2012 roku liczyła 98 543 mieszkańców. Gminę zamieszkują Majowie z różnych grup etnicznych. Gmina jest duża, a jej powierzchnia obejmuje 1012 km².